# Fehér Anna (szerzetesnővér)
Fehér Anna, Anna nővér (Vértesacsa, 1947. – Budapest, 2021. január 13.) magyar gyógypedagógus, szerzetesnővér, a Vakok Batthyány-Strattmann László Gyermekotthonának alapítója és igazgatója, a Szent Erzsébetről nevezett Betegápoló Rend tagja

## Élete
Vértesacsán született, ahonnan 1959-ben a családjával együtt Budapestre költöztek. Iskoláit – látássérültként – a Virányosi úti iskolában, majd a Táncsics Mihály Gimnáziumban végezte. 1965-től a Bárczi Gusztáv Gyógypedagógiai Tanárképző Főiskolán tanult, de mivel titokban kapcsolatot tartott a Zugligetben megismert angolkisasszonyokkal, 1968-ban kizárták. Így diplomáját csak később, 1979-ben szerezhette meg.
1975-től a Vakok Állami Intézetében, majd a Vakok Szövetségének nyomdai segédmunkásaként dolgozott, miközben 1977-től bekapcsolódott a látássérültek lelki gondozásába a budapest-felsővízivárosi Szent Anna plébánián. Mivel a nyomdában megtanulta a Braille-írást, ő végezte az 1979-ben Németországban nyomtatott magyar nyelvű, Braille-írásos Biblia nyomdai előkészítését.
1982-ben Paskai László esztergomi érsek támogatásával, a Római Katolikus Egyházi Szeretetszolgálat keretében létrehozta a Vak Gyermekek Szent Anna Otthonát. Ez az intézmény volt élete fő műve, ahol csodálatos szeretettel és kitartással gondozta a halmozottan fogyatékos gyerekeket. Az otthon eleinte a plébániaépület néhány földszinti helyiségében működött (amely akkor a tanácsi ingatlankezelő vállalat hatáskörébe tartozott). 1986-ban Kalkuttai Szent Teréz anya, 1989-pedig 
Barbara Bush (Georg Bush amerikai elnök felesége) is meglátogatta őket.  Mivel a hely hamarosan szűknek bizonyult, 1989-ben a Fővárosi Tanács átadott az intézet számára egy üresen álló svábhegyi ingatlant (Mátyás király útja 29.). A költözés után az intézet a Vakok Batthyány-Strattmann László Gyermekotthona nevet vette föl, majd 1991-től óvodával és iskolával is kiegészült, és az országban egyedülálló módon mozgásszervi fogyatékossággal élő látássérült gyermekeket is befogad. 2017.  szeptember 1-től fenntartója a Kolping Oktatási és Szociális Intézményfenntartó Szervezet (KOSZISZ).
Bár fiatalkorától fogva szerzetesnek készült, arra, hogy a fogyatékos gyerekek számára végzett munkáját szerzetesként végezze, csak a magyarországi rendszerváltás után nyílt lehetősége. 1995-ban lett az aacheni központú Erzsébetnővérek Szerzetesközössége tagja, és 2000-ben tett  örökfogadalmat. E szerzetesközösség tagjai 2013. november 19-én mindhárman átléptek a Szent Erzsébetről nevezett Betegápoló Nővérek rendjébe, amelynek központja 1785 óta a budai Fő utcában volt. Mivel a rendtársai időközben elhunytak, 2020 márciusa óta ő volt az utolsó budai Erzsébet-nővér. 
A koronavírus által okozott betegség következtében hunyt el 2021. január 13-án hajnalban. Temetésén 2021. február 4-én, az Óbudai temetőben szertartást Erdő Péter bíboros, esztergomi érsek végezte, majd a gyászmisét Kocsis István, a Szent Erzsébet Betegápoló Rend megbízott képviselője mondta Szent Anna templomban.

## Kitüntetései
- Budapest-Hegyvidék díszpolgára, 2011
- Magyar Érdemrend lovagkeresztje polgári tagozat, 2018[3]

## Emlékezete
Emlékművét 2023 szeptemberében állíttatta föl a Fehér Anna Nővér Látássérülteket Támogató Alapítvány a Szent Anna templom külső falának Fő utcai oldalán, az egyik barokk kori vakablakban. 2023. szeptember 14-én, csütörtökön délután avatta föl Süllei László, az Esztergom-Budapesti főegyházmegye általános helynöke és Békeffy Magdolna, az Alapítvány elnöke. Párkányi Raab Péter szobrászművész alkotása, Anna nővért egyik kis védencével ábrázolja, úgy, ahogy valóban gyakran lehetett látni.

## Interjúk
- Aki nem lát, az nem világtalan: Fehér Anna nővérrel beszélget Patonai Adrienne. Budapest: Kairosz. = Miért hiszek?,  37.
- Joó István:  Titkos fogadalomból kinőtt különleges gyermekotthon. mandiner.hu (2020. augusztus 19.)  (Hozzáférés: 2024. június 17.)

## Emlékezések
- Fényt hozni a homályba: Kerületünk díszpolgára: Fehér M. Anna.  Hegylakó Magazin,   (2019. április 1.)
- Elhunyt Fehér Anna nővér, a Vakok Batthyány László Római Katolikus Gyermekotthonának vezetője. Magyar Kurír (2021. január 13.)  (Hozzáférés: 2024. június 17.)
- Joó István:  Egy teljes, diadalmas élet. mandiner.hu (2021. január 13.)
- Díszpolgárunkra, Fehér Anna nővérre emlékezünk. www.hegyvidek.hu (2021. január 13.)
- Megemlékezés a Kossuth Rádió katolikus műsorában. mediaklikk.hu (2021. január 21.)

## Fényképek
- Képek a Szent Anna Gyermekotthonból. Urbán Tamás felvételei  fortepan.hu (1984)